# Horst Kinder
Horst Kinder (* 19. Dezember 1919 in Königsberg (Preußen); † 16. September 2011 in München) war ein deutscher Brigadegeneral des Heeres der Bundeswehr.

## Leben
Kinder trat nach dem Abitur am Realgymnasium am 3. November 1937 als Offizieranwärter beim Pionierbataillon 42 in Stettin-Podejuch in die Wehrmacht ein. Er hatte Verwendungen als Zugführer, Bataillonsadjutant, Kompaniechef, Adjutant des Armeepionierführers der 2. Panzerarmee, Aufsichtsoffizier und Taktiklehrer an der Pionierschule in Dessau-Roßlau, Erster Ordonnanzoffizier im Stab der 258. Infanterie-Division und Kommandeur des Pionierbataillons 20. Ab Dezember 1944 besuchte er den 16. Generalstabslehrgang an der Kriegsakademie in Hirschberg im Riesengebirge, Kissingen und Lenggries. Zum Ende des Zweiten Weltkrieges war er Hauptmann.
Von Mai 1945 bis Oktober 1955 war Kinder in sowjetischer Kriegsgefangenschaft. Danach war er kurz in einer Chemie-Import-Export-Firma kaufmännisch tätig.
Am 1. September 1956 trat Kinder in die Bundeswehr ein und wurde zunächst Hörsaalleiter an der Pionierschule in München. Von 1958 bis 1959 absolvierte er den 2. Generalstabslehrgang Heer an der Führungsakademie der Bundeswehr in Hamburg, wo er zum Offizier im Generalstabsdienst ausgebildet wurde. Anschließend war er G1 der 1. Gebirgsdivision in Garmisch-Partenkirchen, ab 1961 G3 der Panzerbrigade 24 in Landshut, ab 1963 beim Deutschen Anteil des Supreme Headquarters Allied Powers Europe in Paris, ab 1966 Referent im Führungsstab der Streitkräfte III 4 im Bundesministerium der Verteidigung in Bonn, ab 1967 Bataillonskommandeur des schweren Pionierregiments 706 in Mainz, ab 1970 Chief Engineer der Central Army Group der NATO in Mannheim, ab 1973 Leiter des Schulstabes der Pionierschule in München und zuletzt von 1972 bis zur Versetzung in den Ruhestand mit Ablauf des März 1980 Kommandeur der Pionierschule in München.
1971 war Kinder Gründungsmitglied des Lions Club in München-Arabellapark. Er engagierte sich im Waffenring Deutscher Pioniere und dessen Nachfolge-Organisation Bund Deutscher Pioniere.
Kinder war verheiratet und hatte zwei Kinder.

## Auszeichnungen
- Verwundetenabzeichen (1940)
- Deutsches Kreuz in Gold (1942)
- Sturmabzeichen (1942)
- Verdienstkreuz 1. Klasse des Verdienstordens der Bundesrepublik Deutschland (1970)
- Legion of Merit (1978)
- Kommandeur des Ordre national du Mérite (1985)